# Радищев, Николай Афанасьевич
Никола́й Афана́сьевич Ради́щев (1728—1806) — саратовский помещик, отец русского писателя А. Н. Радищева; прадед русского художника-мариниста, мастера русской батальной марины
А. П. Боголюбова.

## Биография
Николай Афанасьевич Радищев родился по одним оценкам в 1728 году, по другим — в 1726 году. Его отец Афанасий Прокофьевич Радищев, бедный калужский дворянин, был в потешных Петра Великого, был его денщиком, служил в гвардии.
В 40 лет он женился на молодой и богатой дочери саратовского помещика Анастасии Григорьевне Аблязовой (ум. до 1774) и в царствование императрицы Анны Иоанновны сделался полковником и командиром одного из малороссийских драгунских полков, разбогател и имел 300 душ крепостных крестьян.
Юность свою Николай вместе с отцом провёл в родовом селе Немцове Калужской губернии. Получил хорошее домашнее образование, он знал несколько иностранных языков (латинский, французский, немецкий и польский), увлекался историей и богословием. Имел хорошо подобранную библиотеку из исторических, юридических, экономических, богословских сочинений, книг по сельскому хозяйству, домоводству, медицине, а также произведений западноевропейских и русских писателей.
С 1746 года Николай Радищев служил солдатом в Преображенском полку. Но армейская служба не увлекла его, и в апреле 1751 года он ушёл в отставку бригадиром. Со смертью отца остался единственным наследником имения, которое позволяло ему вести обеспеченную и независимую жизнь. До 1756 года жил в Немцове. В 1780 году Радищев был назначен прокурором Саратовского губернского магистрата, в 1787-90 годах избирался уездным предводителем дворянства.
Николай Афанасьевич Радищев был богатым помещиком, в 1792 году за ним числилось, не считая приданого за женой, 17 поместий в 8 наместничествах с числом душ 1742 муж. и 1677 жен. пола.
Он пользовался уважением крестьян за доброту и справедливость. Во время крестьянской войны под предводительством Е. И. Пугачева, когда восставшие громили усадьбы своих владельцев, Радищевы оказались в числе немногих дворян, не пострадавших на территории, занятой повстанцами. Существует предание, что во время Пугачевского восстания крестьяне этого села укрыли своего господина и спасли его от расправы.
В конце жизни Николай Радищев ослеп, опростился, некоторое время жил в Саровском монастыре, затем в Верхнем Аблязово, где и умер в 1806 году.

## Семья
Был женат на Фёкле Степановне (1725—1804), дочери богатого капитана Семеновского полка Степана Игнатьевича
Аргамакова. У них было 11 детей (7 сыновей и 4 дочери):
- Александр Николаевич (1749—1802) — писатель.
- Мария Николаевна, замужем за дальним родственником П. Е. Аблязовым.
- Фаина Николаевна, не замужем.
- Моисей Николаевич (1756—1804), служил в Архангельске директором таможни.
- Петр Николаевич (1760—1804), служил в Преображенском полку, с 1791 в отставке.
- Андрей Николаевич (1762—1820-е), окончил Пажеский корпус, секунд-майор в отставке.
- Анастасия Николаевна (1763 — ?), не замужем.
- Михаил Николаевич (1767—1832), титулярный советник.
- Степан Николаевич (1769—1848), окончил Мор. корпус, капитан в отставке.
- Федосья Николаевна (1772 — ?), замуж не выходила, жили при отце и матери.
- Иосиф Николаевич (1773 — 1807[1]), окончил Пажеский корпус, поручик Черниговского полка, во временной отставке жил в Верхнем Аблязово. Убит в сражении в 1807 году.